# United Kennel Clubs International
United kennel Clubs International mająca siedzibę w Niemczech, powstała w 1976 roku, międzynarodowa organizacja kynologiczna zrzeszająca organizacje kynologiczne z 15 krajów.
Obecnie członkami UCI są
- Austria
  - Dachverband der Hundefreunde Österreichs DDH
- Belgia
  - Kennel Club Belge
- Niemcy
  - Rassehunde-Zucht Verband Deutschland e. V.
- Bułgaria
  - Bulgarische Republiksverband für Cynologie
- Kanada
  - Canadian Breeders and Doglovers (CBDL)
- Czechy
  - Kynologische Föderation für Böhmen und Mären
- Łotwa
  - Latvijas Kinologu Apvieniba LKA
- Litwa
  - Föderation der Tierzüchter Litauens (LGAC)
- Polska
  - Związek Hodowców Psów Rasowych ZHPR
- Rosja
  - Nationale Assoziation der Kynologen "Dobri Mir"
  - Organisation des Russischen Kynologischen Vertrags (RKV)
  - Regionale gesellschaftl. kynologische Organisation "Rodina"
- Słowacja
  - Slovenska Federacia Kynologov
- Szwajcaria
  - Schweizerischer Kynologischer Bund
  - Schweizer Rassehunde-Zuchtverband (SRZ)
- Ukraina
  - International public organization "KINOLOGY"
- USA
  - Mi-Ki Club of America, Inc.
  - United American Kennel Club
  - White German Sheppard Dog Club
- Węgry
- Kazachstan

Ponadto wyniki wystaw organizowanych przez UCI są uznawane między innymi przez organizacje zrzeszone w ACE